# Rasa Leleivytė
Rasa Leleivytė   (Vílnius, 22 de juliol de 1988) és una ciclista lituana professional des del 2008 i actualment a l'equip Aromitalia-Basso Bikes-Vaiano. Ha guanyat diferents Campionats nacionals en ruta.
De juny de 2012 a juliol 2014 va ser suspesa per un positiu en EPO.

## Palmarès
- 2006
  -  Campiona del món júnior en ruta
- 2007
  -  Campiona de Lituània en ruta
- 2008
  -  Campiona d'Europa sub-23 en Ruta
  - 1a al Giro del Valdarno
- 2009
  -  Campiona de Lituània en ruta
- 2010
  - 1a al Gran Premi Comune di Cornaredo
  - Vencedora d'una etapa al Ladies Tour of Qatar
  - Vencedora d'una etapa al Trofeu d'Or
- 2011
  -  Campiona de Lituània en ruta
  - 1a al Gran Premi Comune di Cornaredo
- 2018
  -  Campiona de Lituània en ruta
  - 1r al Giro de l'Emília
- 2022
  -  Campiona de Lituània en ruta
- 2023
  - Vencedora d'una etapa al Giro de Toscana-Memorial Michela Fanini
- 2024
  - Vencedora de dues etapes al Giro de Toscana-Memorial Michela Fanini

### Resultats a les Grans Voltes

#### Giro d'Itàlia
- 2010: 64a posició
- 2011: 31a posició
- 2012: 13a posició
- 2015: 47a posició
- 2016: 20a posició
- 2017: 27a posició
- 2018: 82a posició
- 2019: 72a posició
- 2020: 49a posició
- 2021: 55a posició
- 2022: 25a posició
- 2023: 75a posició
- 2025: 107a posició